# Pepón Nieto
José Antonio Nieto Sánchez (Marbella.  Málaga, 20 de enero de 1967), más conocido como Pepón Nieto, es un actor español.

## Trayectoria profesional
La primera vez que apareció en la televisión fue en 1993, en un episodio de Farmacia de guardia (Antena 3). Además, continuó en Periodistas (Telecinco), La vida de Rita (Televisión Española) y Los hombres de Paco (Antena 3), donde interpretó al subinspector Mariano Moreno. Cómo presentador estuvo al frente de Puntodoc (Antena 3, 2007 - 2008) y en teatro ha actuado en Las mocedades del Cid, El arrogante español de Lope de Vega, Don Juan Tenorio, La cena de los idiotas (2001), Sexos (2009) y La comedia de los errores (2024), entre 2011 y 2012 trabajó como policía en la nueva serie Cheers de la cadena Telecinco . Durante 2014 y 2015 interpretó a Fortunato Castro en la serie de sobremesa de Antena 3 Amar es para siempre. En 2014, ha interpretado el papel de Fanfa en El eunuco de Terencio, comedia dirigida por Pep Antón Gómez para la XL edición del Festival Internacional de Teatro Clásico de Mérida.
En 2017 toma presencia en la serie de suspense y crimen conocida como Sé quién eres.
En 2017 participó en el concurso de Masterchef Celebrity II.
El 1 de junio de 2018 se estrenó El Intercambio, comedia española dirigida por Ignacio Nacho, y que coprotagonizó Pepón Nieto.

## Vida privada
Manifestó públicamente su homosexualidad (que nunca había ocultado en su vida privada) en 2016, con motivo de la publicación de un calendario solidario, en el que aparecía fotografiado por Tony Maney.

## Filmografía
| Año  | Título                                     | Personje               | Dirección                                      |
| ---- | ------------------------------------------ | ---------------------- | ---------------------------------------------- |
| 1994 | Días contados                              | Ugarte                 | Imanol Uribe                                   |
| 1995 | Luismi                                     | Luismi                 | Norberto Ramos del Val                         |
| 1995 | Morirás en Chafarinas                      | Centinela              | Pedro Olea                                     |
| 1995 | La boutique del llanto (cortometraje)      | Repartidor             | Iñaki Peñafiel                                 |
| 1996 | Más que amor, frenesí                      | Pablo                  | Alfonso Albacete, Miguel Bardem y David Menkes |
| 1996 | Asuntos internos                           | Pedro                  | Carles Balagué                                 |
| 1996 | Lucrecia                                   | Arturo                 | Mariano Barroso                                |
| 1997 | Suerte                                     | Santos                 | Ernesto Tellería                               |
| 1997 | Perdona bonita, pero Lucas me quería a mí  | Carlos                 | Dunia Ayaso y Félix Sabroso                    |
| 1997 | El tiempo de la felicidad                  | Cucho                  | Manuel Iborra                                  |
| 1997 | Cosas que dejé en La Habana                | Javier                 | Manuel Gutiérrez Aragón                        |
| 1998 | Allanamiento de morada (cortometraje)      | Pablo Gómez            | Mateo Gil                                      |
| 1998 | El grito en el cielo                       | Paco                   | Dunia Ayaso y Félix Sabroso                    |
| 1998 | Los años bárbaros                          | Velasco                | Fernando Colomo                                |
| 1999 | Pepe Guindo                                | Autor                  | Manuel Iborra                                  |
| 2000 | Llombai (cortometraje)                     | Tino                   | Verónica Cerdán Molina                         |
| 2001 | Hombres felices                            | Hermano                | Roberto Santiago                               |
| 2001 | Las Flores de Bach                         | Terapeuta              | Juan Flahn                                     |
| 2002 | La marcha verde                            | Peciña                 | José Luis García Sánchez                       |
| 2003 | Los novios búlgaros                        | Gildo                  | Eloy de la Iglesia                             |
| 2003 | Descongélate!                              | Justo Santos           | Dunia Ayaso y Félix Sabroso                    |
| 2004 | Un día sin fin                             | Bob                    | Giulio Manfredonia                             |
| 2006 | Vecinos invasores (animación)              | Luo (voz)              | Karey Kirkpatrick y Tim Johnson                |
| 2007 | Chuecatown                                 | Leo                    | Juan Flahn                                     |
| 2012 | Impávido                                   | Roge                   | Carlos Therón                                  |
| 2013 | Las brujas de Zugarramurdi                 | Calvo                  | Álex de la Iglesia                             |
| 2014 | Words with Gods (segmento: The Confession) | Taxista                | Álex de la Iglesia                             |
| 2015 | Mi gran noche                              | Jose                   | Álex de la Iglesia                             |
| 2015 | Supercool (cortometraje)                   | Pepón                  | Hugo Silva                                     |
| 2015 | El tiempo de los monstruos                 | Técnico de la película | Félix Sabroso                                  |
| 2017 | El intercambio                             | Jaime                  | Ignacio Nacho                                  |
| 2017 | Perfectos desconocidos                     | Pepe                   | Álex de la Iglesia                             |
| 2019 | Lo nunca visto                             | Jaime                  | Marina Seresesky                               |
| 2020 | Madrid, int.                               | Pepón Nieto            | Juan Cavestany                                 |
| 2020 | Un efecto óptico                           | Alfredo                | Juan Cavestany                                 |
| 2020 | Paternidad (cortometraje)                  | Padre                  | Vicente De Ramos                               |
| 2022 | Mañana es hoy                              | Quique 52              | Nacho G. Velilla                               |

## Televisión

### Series de televisión
| Año             | Serie                  | Canal                  | Personaje                         | Notas         |
| --------------- | ---------------------- | ---------------------- | --------------------------------- | ------------- |
| 1994            | Villarriba y villabajo | La 1                   |                                   | 1 episodio    |
| 1995            | Farmacia de guardia    | Antena 3               | Teo                               | 1 episodio    |
| 1996            | Lucrecia               | Antena 3               | Arturo                            | Telefilme     |
| 1998-2000       | Periodistas            | Telecinco              | José Antonio Aranda               | 63 episodios  |
| 1999            | Camino de Santiago     | Antena 3               | Oficial Martínez                  | 3 episodios   |
| 2001            | Abogados               | Telecinco              |                                   | 1 episodio    |
| 2002            | 7 vidas                | Telecinco              | Loren                             | 1 episodio    |
| 2002            | Desenlace              | Antena 3               |                                   | 1 episodio    |
| 2003            | La vida de Rita        | La 1                   | Cucho                             | 5 episodios   |
| 2004            | Un paso adelante       | Antena 3               | Segismundo Taberner "Segis"       | 1 episodio    |
| 2005-2010; 2021 | Los hombres de Paco    | Antena 3 / Atresplayer | Mariano Moreno Sánchez            | 133 episodios |
| 2008            | Martes de carnaval     | La 1                   | Sacristán                         | 1 episodio    |
| 2011            | Cheers                 | Telecinco              | Blas Román                        | 7 episodios   |
| 2014            | La que se avecina      | Telecinco              | Juan Francisco "Juanfran" Gallego | 1 episodio    |
| 2014-2015       | Amar es para siempre   | Antena 3               | Fortunato "Fortu" Castro Alonso   | 256 episodios |
| 2017            | Sé quién eres          | Telecinco              | Alberto Giralt                    | 15 episodios  |
| 2019            | Brigada Costa del Sol  | Telecinco              | Emilio Tortajada                  | 1 episodio    |
| 2019            | Lejos de ti            | Canale 5 / Telecinco   | Ramón                             | 7 episodios   |
| 2020            | Veneno                 | Atresplayer            | Francisco "Paco" Ortiz            | 1 episodio    |
| 2020-presente   | 30 monedas             | HBO España             | Sargento Lagunas                  | 16 episodios  |
| 2022            | Smiley                 | Netflix                | Javier / Keena Mandrah            | 8 episodios   |
| 2023            | Los enviados           | Paramount              | Arzobispo de Santiago             | 8 episodios   |
| 2025            | Mariliendre            | Atresplayer            | TBA                               | TBA           |
| 2025            | Superestar             | Netflix                | Tony Genil                        | 6 episodios   |

### Programas de televisión
| Año       | Programa                      | Canal                                         | Función     |
| --------- | ----------------------------- | --------------------------------------------- | ----------- |
| 1998      | Crónicas marcianas            | Telecinco                                     | Invitado    |
| 2001-2016 | Pasapalabra                   | Antena 3/Telecinco                            | Invitado    |
| 2007      | Aquí hay tomate               | Telecinco                                     | Invitado    |
| 2010      | Caiga quien caiga             | Cuatro                                        | Invitado    |
| 2013      | Alaska y Mario                | MTV España                                    | Invitado    |
| 2017      | Viva la vida                  | Telecinco                                     | Invitado    |
| 2017      | Sábado Deluxe                 | Telecinco                                     | Invitado    |
| 2017      | Mi casa es la tuya            | Telecinco                                     | Invitado    |
| 2017      | Dani&Flo                      | Cuatro                                        | Invitado    |
| 2017      | MasterChef Celebrity          | La 1                                          | Concursante |
| 2019      | Maestros de la costura        | La 1                                          | Invitado    |
| 2020      | Me resbala                    | Antena 3                                      | Colaborador |
| 2020      | EVENTO! Veneno capítulo final | Atresplayer Premium, redes sociales y YouTube | Invitado    |

## Teatro
- El arrogante español o Caballero del milagro (1991), de Lope de Vega.
- Doce hombres sin piedad
- El eunuco (2014-2015) de Jordi Sánchez y Pep Antón Góme].
- Mitad y mitad de Jordi Sánchez y Pep Antón Gómez.
- El jurado (2016)
- La comedia de las mentiras (2017)
- La culpa (2019)
- Naufragios de Álvar Núlez (2020)
- Anfitrión (Molière), de Molière, con Toni Acosta, Fele Martínez (2021)

## Premios y nominaciones
A lo largo de su carrera, ha recibido varios galardones, entre los que destacan el de mejor actor en el Festival de Toulouse por Asuntos internos, el Premio Antoñita Colomé de la Asociación de Escritores Cinematográficos de Andalucía al mejor actor andaluz por El tiempo de la felicidad, el Premio de la Unión de Actores al mejor actor de televisión por Periodistas y el premio Ercilla de teatro por La cena de los idiotas. En 2025 recibió el Premio Ciudad de Melilla en la Semana de Cine de Melilla.